# Stjärnhovs säteri

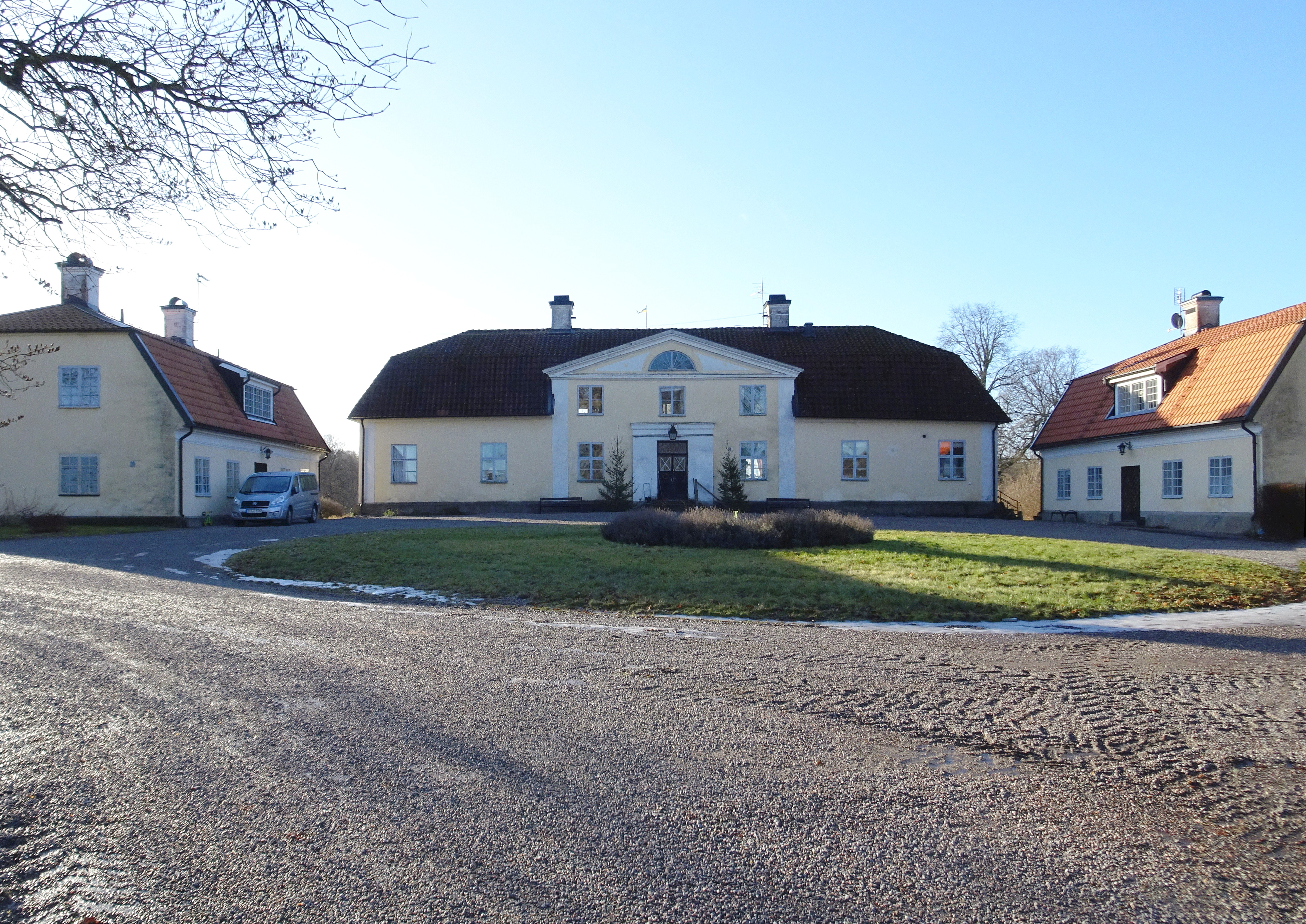
Stjärnhovs säteri, huvudbyggnad och flyglar från norr, 2022.

Stjärnhovs säteri (före 1815 Nässelsta) är en herrgård och ett tidigare säteri som ligger i Gryts socken i Gnesta kommun, Södermanlands län. Gårdens huvudbebyggelse ligger naturskön vid sjön Naten direkt sydost om tätorten Stjärnhov.

## Historik

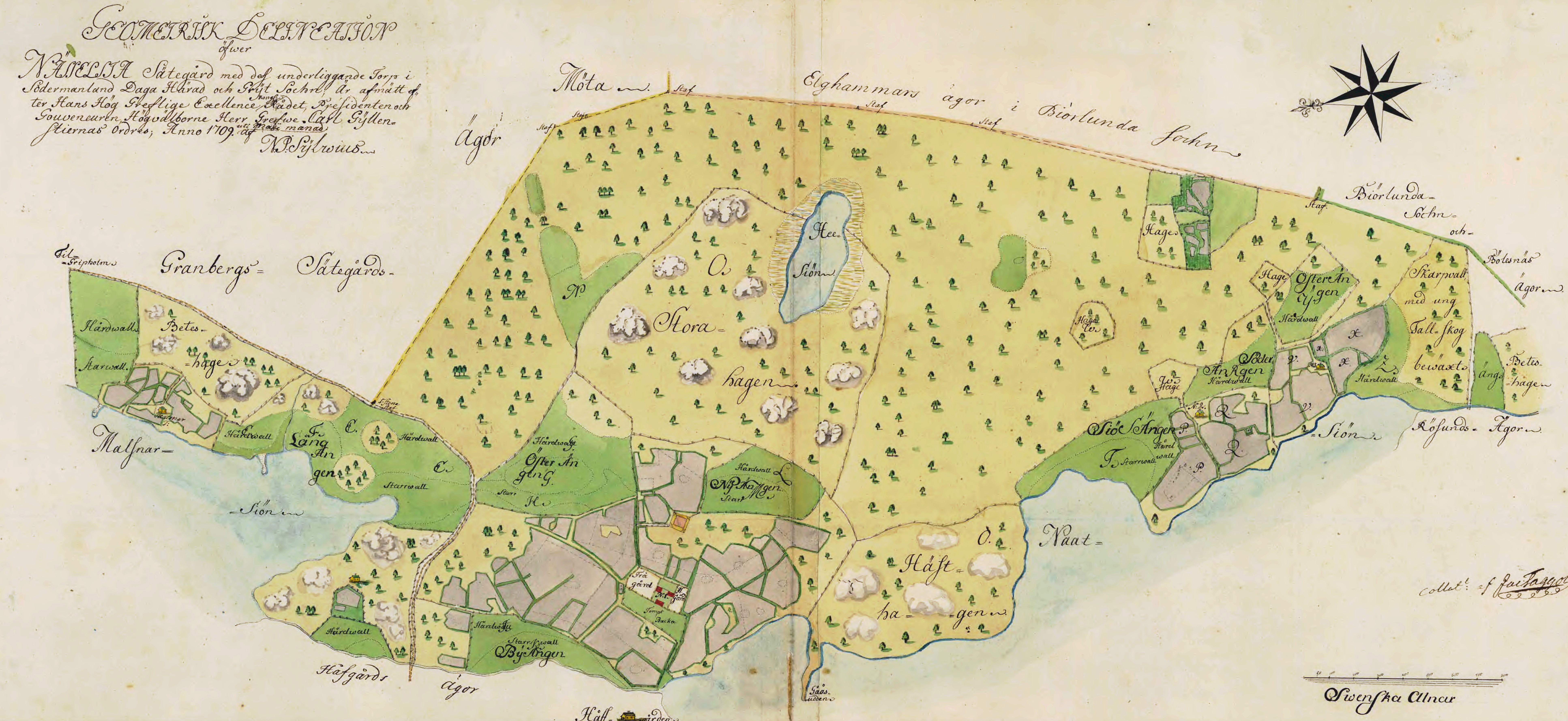
Nässelsta (Stjärnhovs säteri), 1709.
Norr är till vänster.

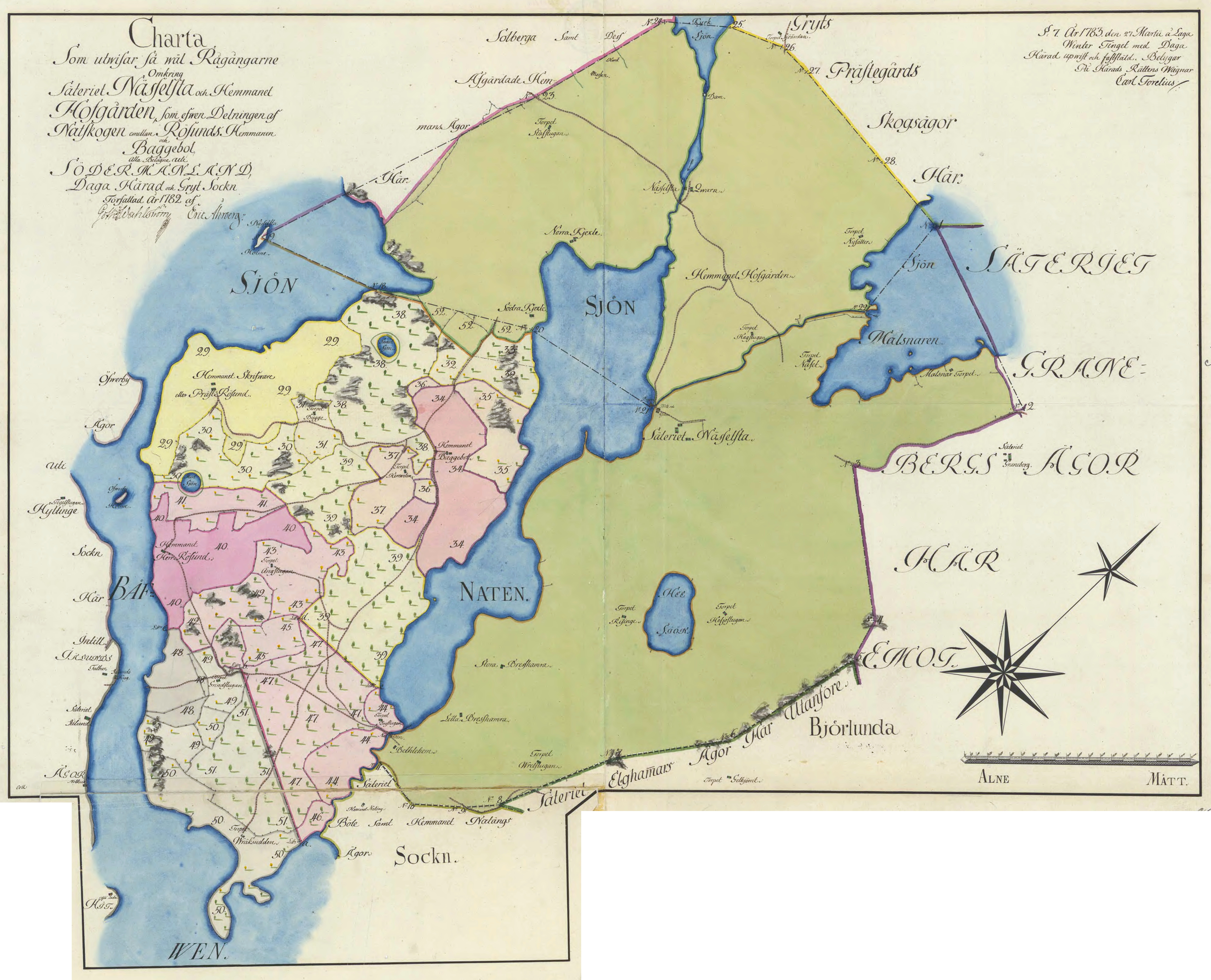
Nässelsta och Hovgården, 1782.

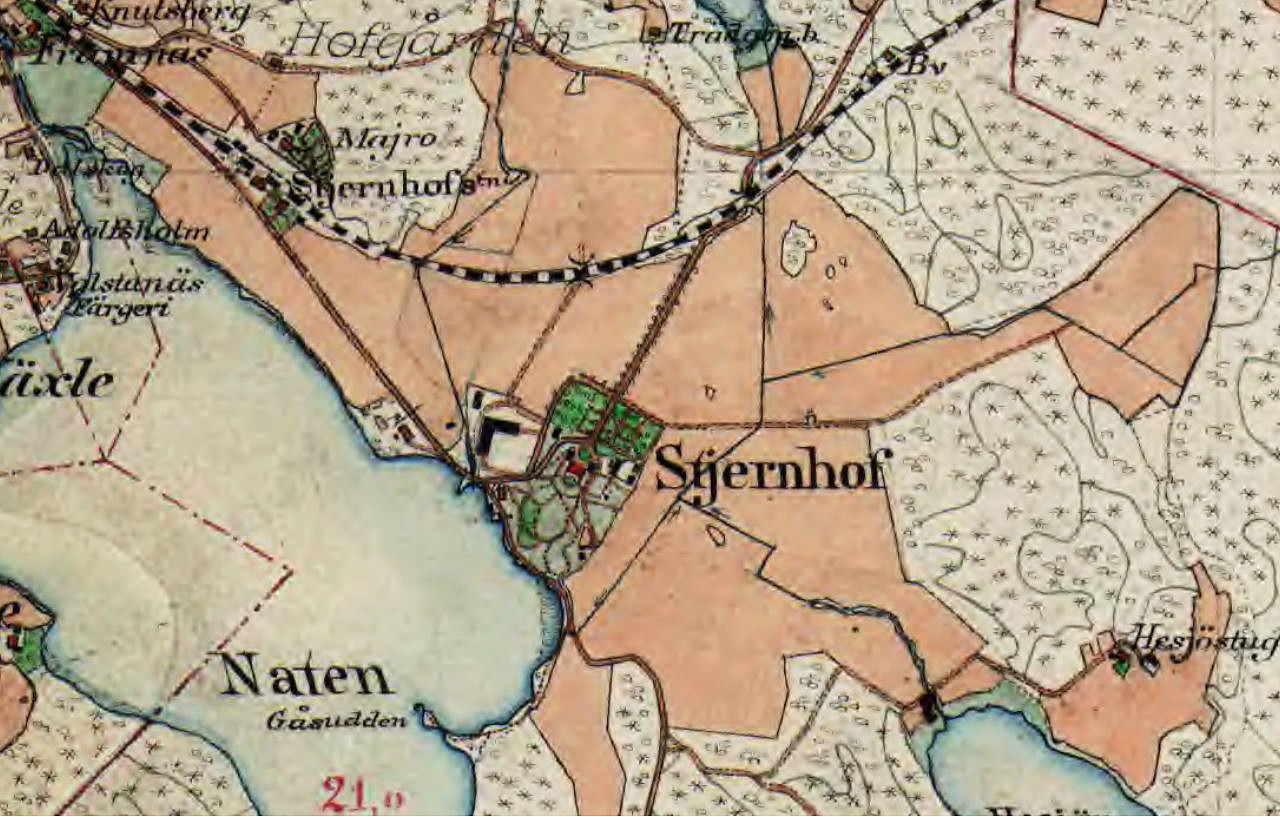
Stjernhof på 1890-talet.

Trakten var bebodd redan under stenåldern som fynd av stenåldersverktyg, enstaka gravhögar och två fornborgar vittnar om. Den större har en utbredning om 120 x 80 meter och ligger på Jättberget som vid Gåsudden stupar ner i Naten.
I den äldsta bevarade skriften från 1368 kallas gården Næthlastom ”Gården vid Naten”. Det följde olika stavningar av namnet såsom Næzlistom (1451), Netzslista (1475) och Näslesta (1599). Sedermera skrevs gårdsnamnet enhetligt Nässelsta. Lämningar efter gamla Nässelsta by påträffades vid grundgrävningsarbeten. Man fann bland annat två brunnar samt rester av husgrunder.
Stället om 1 mantal frälse ägdes 1562 av hövitsmanen Peder (Per) Christersson Siöblad (död omkring 1603) vilken tilldelades sätesfrihet. Gården köptes 1584 till en del från kronan av Hans Stuart (död 1618) och förblev i släkten Stuarts ägo i nästan hundra år. 
Från och med 1681 innehades Nässelsta som säteri av Carl Rotkirch (1647–1702) vilken överlät det till fru Sigrid Ekehielm. Hon avstod egendomen 1687 till kronan genom att byta till sig Ekensberg i Överenhörna socken. Änkedrottning Hedvig Eleonora förlänade Nässelsta 1705 på livstid till fru Augusta Margareta Ehrenstedt född Normarck (död 1706), vars barn fick behålla egendomen till sin uppfostrans bekostnad. Dottern Ulrika Eleonora gifte sig på Nässelsta 1723.
Därefter avstod kronan godset genom kammarkollegii brev, dels 1722 mot köpgodsvillkor, dels 1745 i byte som frälsesäteri till fru Regina von Hylthén (Hylteen), född Petre (död 1749). Sedan innehades stället till år 1776 av hennes svärson Carl von Christensson (1725–1816) och efter honom övergick egendomen till överstelöjtnant Mårten Fredrik Scheffel (1700–1782), adlad Stiernefelt 1777. Han lät uppföra nuvarande huvudbebyggelse som stod färdig omkring 1780. Gården hette då fortfarande Nässelsta fram till att sonen, krigsrådet Carl Christian Stiernefelt (1752–1820), blev ägare. År 1815 fick han Kungl. Maj:ts tillåtelse att ändra namnet till Stjernehof, nuvarande Stjärnhov.
Därefter innehades Stjärnhov av dennes svärson överstelöjtnant Sigge Ulfsparre som avled på sin egendom 1864. Sonen, kapten Carl Fabian Ulfsparre, ärvde gården och  behöll den till 1867 då han sålde den till kapten Carl Vilhelm Grevesmühl (1827–1916) av släkten Grevesmühl, i vars familjs ägo den stannade till år 1931. Under Grevesmühl upplevde gården en ny blomstringstid. Jordbruket moderniserades, nya träd och växter planterades, trädgårdarna omskapades i tidens smak och trädgårdsprodukter blev en viktig inkomstkälla. 1916 hade gården 65 mjölkkor, 3 tjurar, 15 hästar, 6 par oxar, 4 smågrisar och 28 får. 
År 1931 köptes Stjärnhovs säteri av godsägaren Hjalmar Christensson. 1943 förvärvades egendomen av den från Tyskland härstammande ingenjören Carl-Friedrich Böninger (1883-1953) och ärvdes av sonen Bert-Gustaf Böninger (född 1922) som tidigare varit inspektor på gården. År 1998 förvärvades Stjärnhovs säteri av nuvarande ägaren familjen Adlercreutz.

### Bebyggelsen

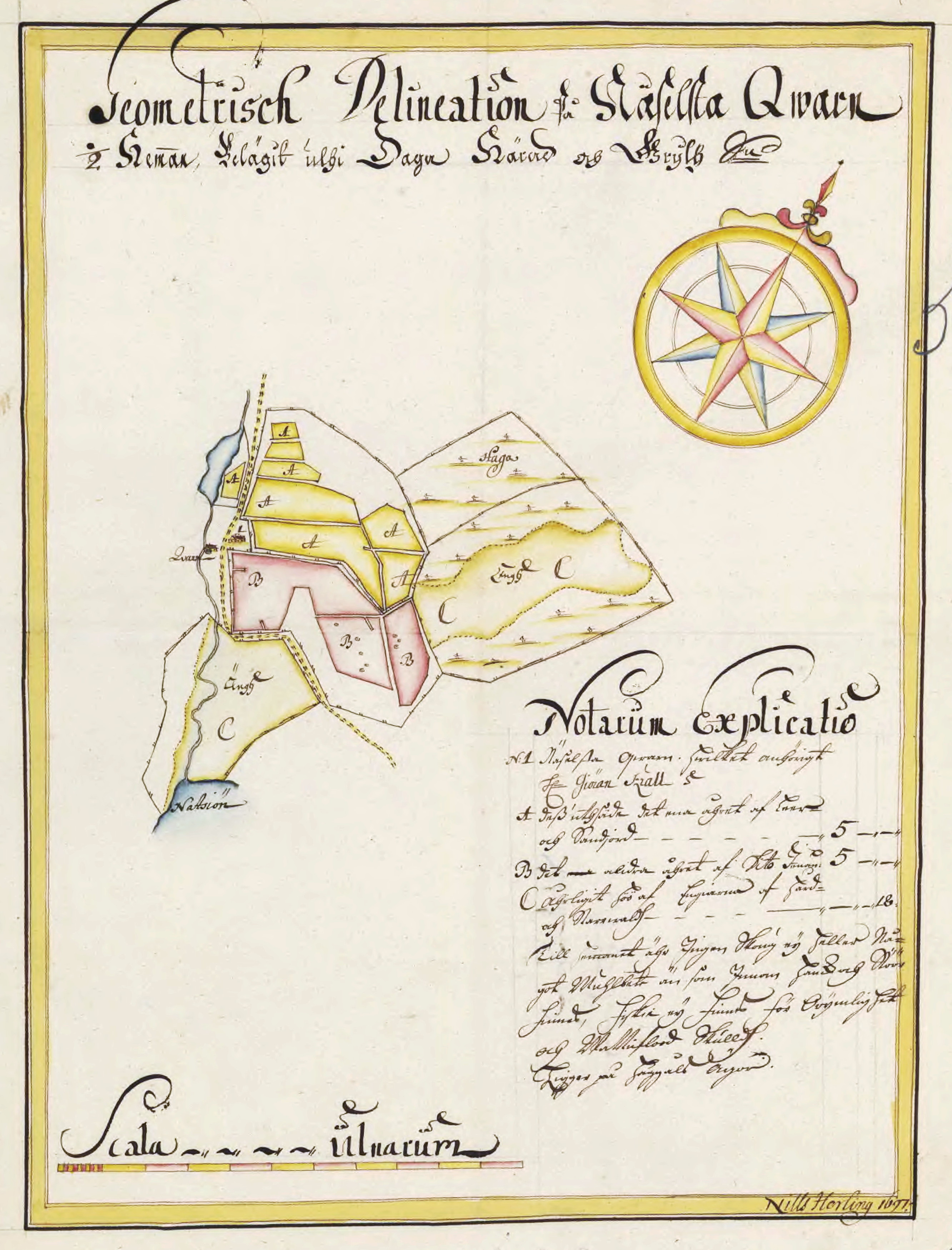
Nässelsta kvarn 1697.

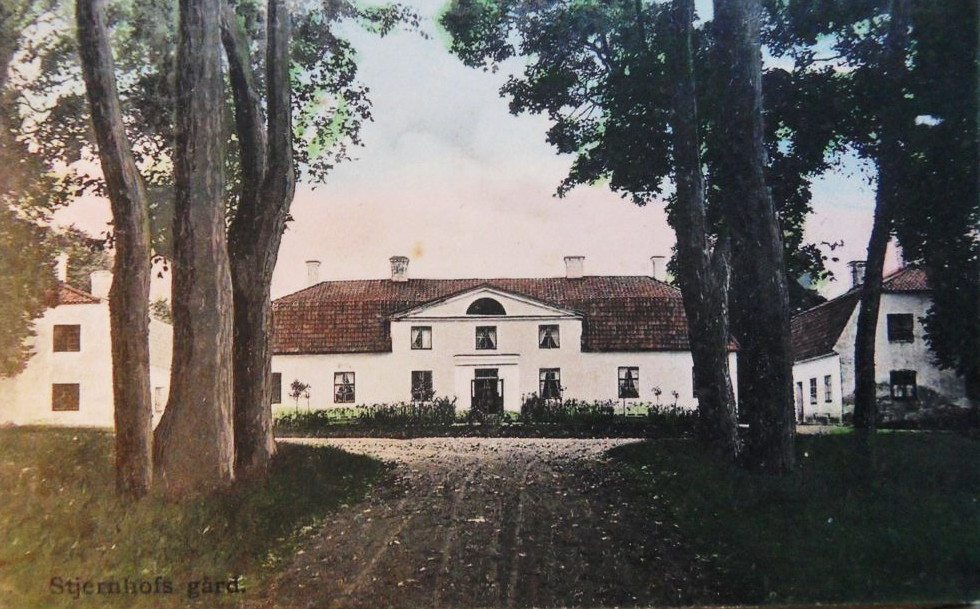
Huvudbyggnaden på ett kolorerad vykort.

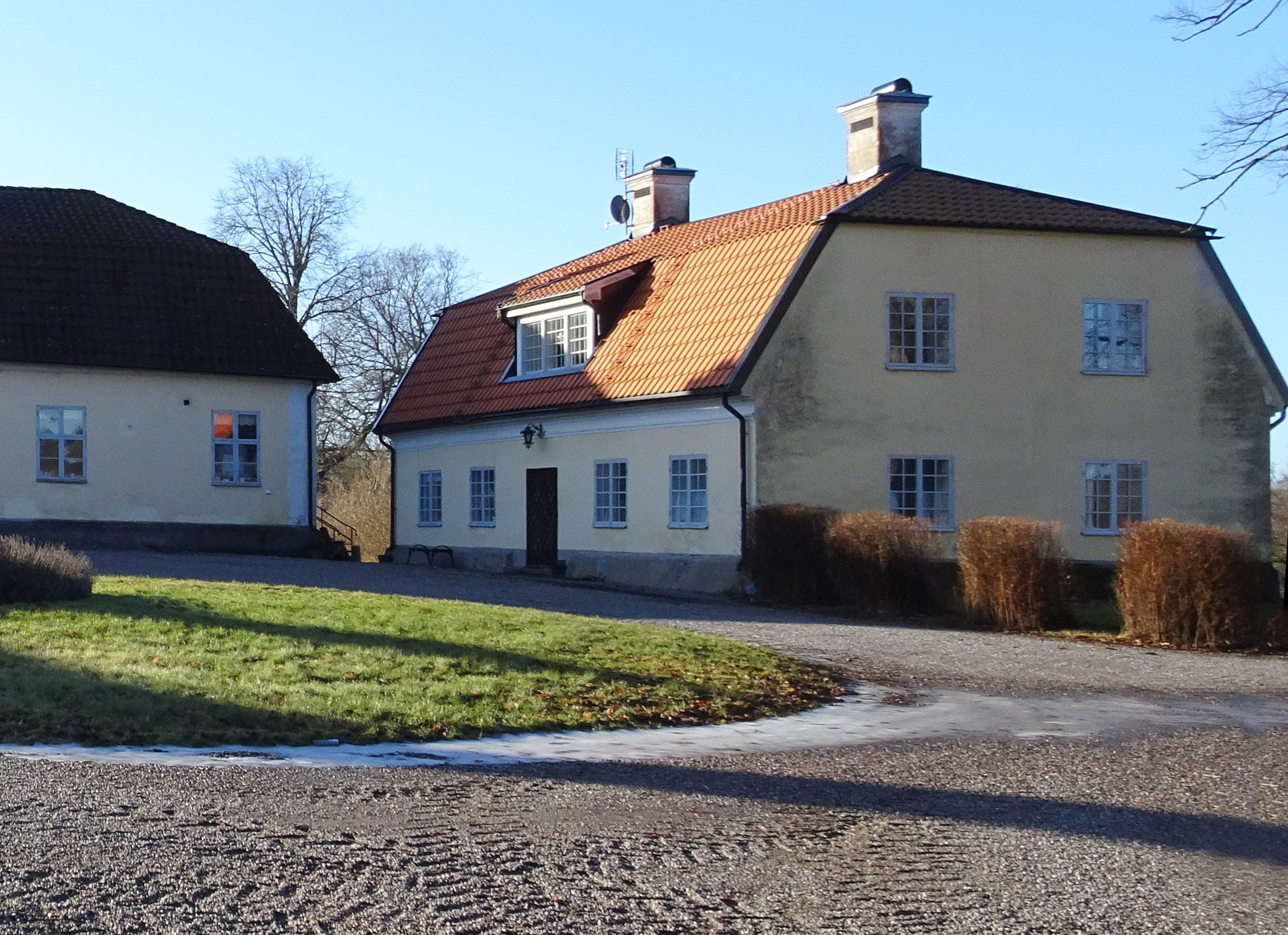
Västra flygeln, den ursprungliga mangården från 1680.

Den första mangården uppfördes i mitten av 1500-talet när Peder Christersson Siöblad var ägare. Huset var då av trä och omgavs av två mindre flyglar. 1680 ersattes den av en ny byggnad i sten med källare och två våningar. Den var orienterad mot väster och flankerades av två fristående flyglar i öster. Av de höga källarvalven och gråstensmurarna att döma liknade Nässelstas huvudbyggnad ett mindre renässansslott på en kulle överblickande det omgivande böljande landskapet. Som byggherre för stenhuset från 1680 uppges Anna Catharina Rosenhane (1646–1685), dotter till politikern friherre Schering Rosenhane.
År 1777 började man uppföra nuvarande corps de logi efter ritningar av kapten Carl Wijnbladh som även var arkitekt och upphovsman bakom flera svenska herrgårdsbyggnader. Uppdragsgivare var Mårten Fredrik Scheffel (adlad Stiernefelt). Vid Wijnblads nydaning fick gårdsbebyggelse en ny huvudriktning: en ny huvudbyggnad i söder med blick över Naten och flyglar i norr. Den ursprungliga huvudbyggnaden sänktes till nuvarande höjd och blev västra flygeln innehållande gårdens kök, medan överblivet tegel användes för en ny östra flygel. I sin nuvarande form var bygget avslutat omkring 1780.   
Den nya mangården byggdes av liggtimmer med reveterade fasader och ursprungligen en längd av nio fönsteraxlar. 1780 förlängdes huset med ett rum på vardera gaveln varvid den totala längden blev elva fönsteraxlar. Båda långsidor accentuerades av var sin frontespis, den mot entrésidan är mindre, den mot söder har två våningar och en bredd av fem fönsteraxlar. Både huvudbyggnad och flyglar har brutna och valmade tegeltäckta sadeltak. Före detta köksflyglen omändrades sedermera till arbetarbostad, medan östra flygeln moderniserades 1947 och blev inspektorsbostad.
Runt bebyggelsen anlades park och trädgårdar och gården blev ett framstående exempel på en välordnad rokokoanläggning. Sedermera utökades huvudanläggningen med en landskapspark. Av kartor och illustrationer från 1800-talets början framgår att parkanläggningen vid denna tid nått sin höjdpunkt.
Gårdens ekonomibyggnader ligger väl samlade väster om huvudbebyggelsen. Här finns bland annat en stor ekonomibyggnad från 1875. Bland gårdens magasinsbyggnader märks det vackra rödmålade Karl Johans-magasinet från 1820-talet som står i backen vid vägen upp till huvudbyggnaden och användes för sädeshantering och senare som förråd. Sjömagasinet ligger vid Naten och uppfördes i slutet av 1700-talet. År 1999 inreddes magasinet till gäststuga.

### Gårdens ägor och verksamhet
Gårdens ägor sträckte sig ursprungligen mot norr och söder om huvudbebyggelsen och innefattade 1782 även Hovgården, granngården väster om Naten. Till dåvarande Nässelsta hörde även Nässelsta kvarn som nyttjade fallhöjden i den uppdämda Nässelstaån för att driva en vattenkvarn. En kvarn är omnämnd redan 1381 när Bo Jonsson byter till sig en kvarn i Nässelsta. Omkring 1870 uppges att kvarnen hade tre par kvarnstenar och en enbladig såg. Kvarnens drift lades ner 1973. Inredningen och redskapen finns dock kvar i de bevarade byggnaderna.
År 1862 drogs västra stambanan genom Gryts socken och samhället Stjärnhov växte fram. Samtidigt delade järnvägen säteriets ägor i en mindre norra och en större södra del. 1947 hade gården en areal om 417 hektar, därav 202 ha skog, 113,5 ha åker och 25 ha betesmark. Idag (2022) omfattar Stjärnhovs ägor (fastighet Stjärnhov 4:1) en areal om knappt 400 hektar belägen norr och huvudsakligen söder om järnvägen och riksväg 57. På gården bedrivs idag konventionell skogs- och jordbruk samt stall-, rid- och uthyrningsverksamhet.

### Bilder

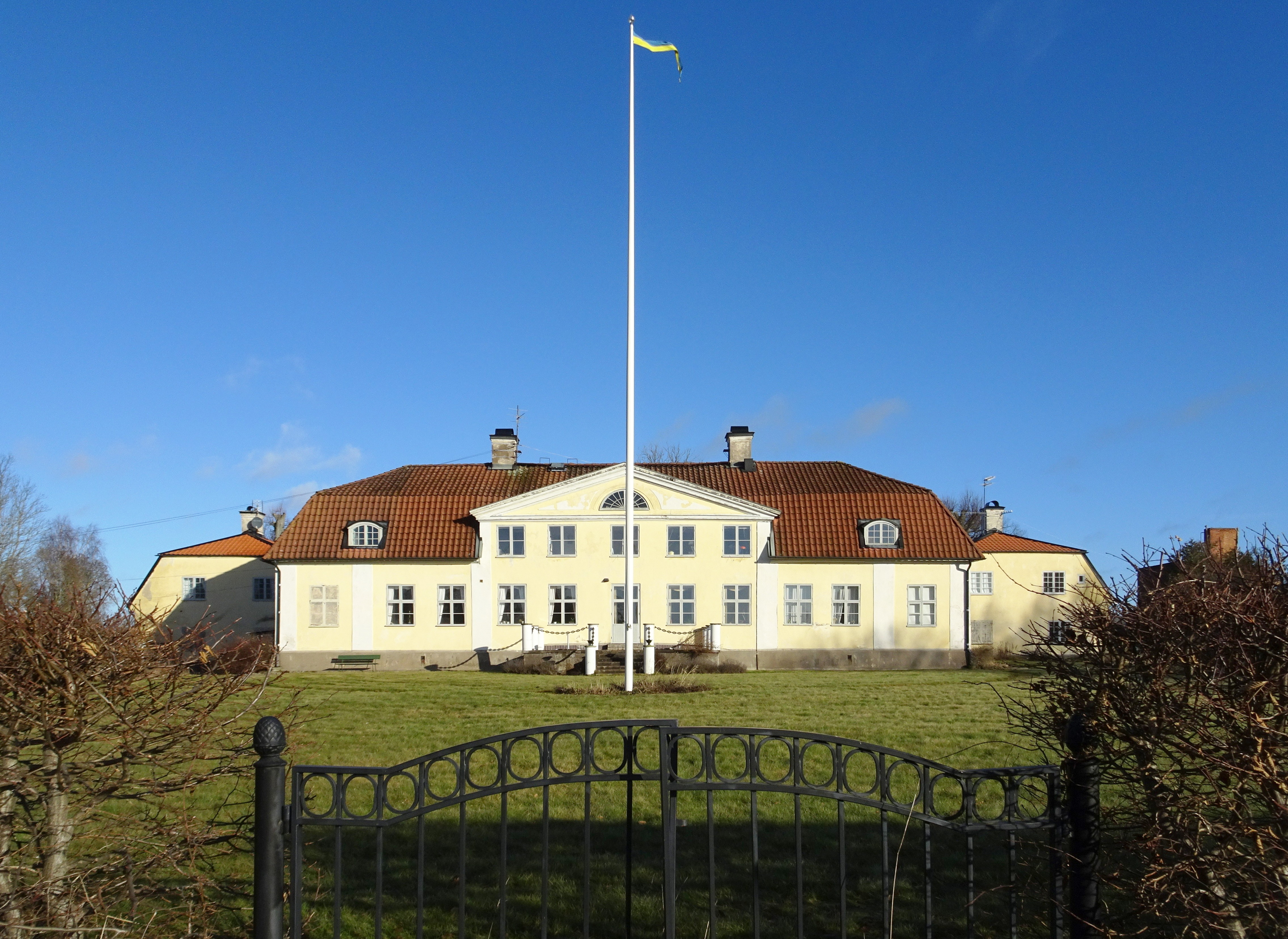
Huvudbyggnad från söder.
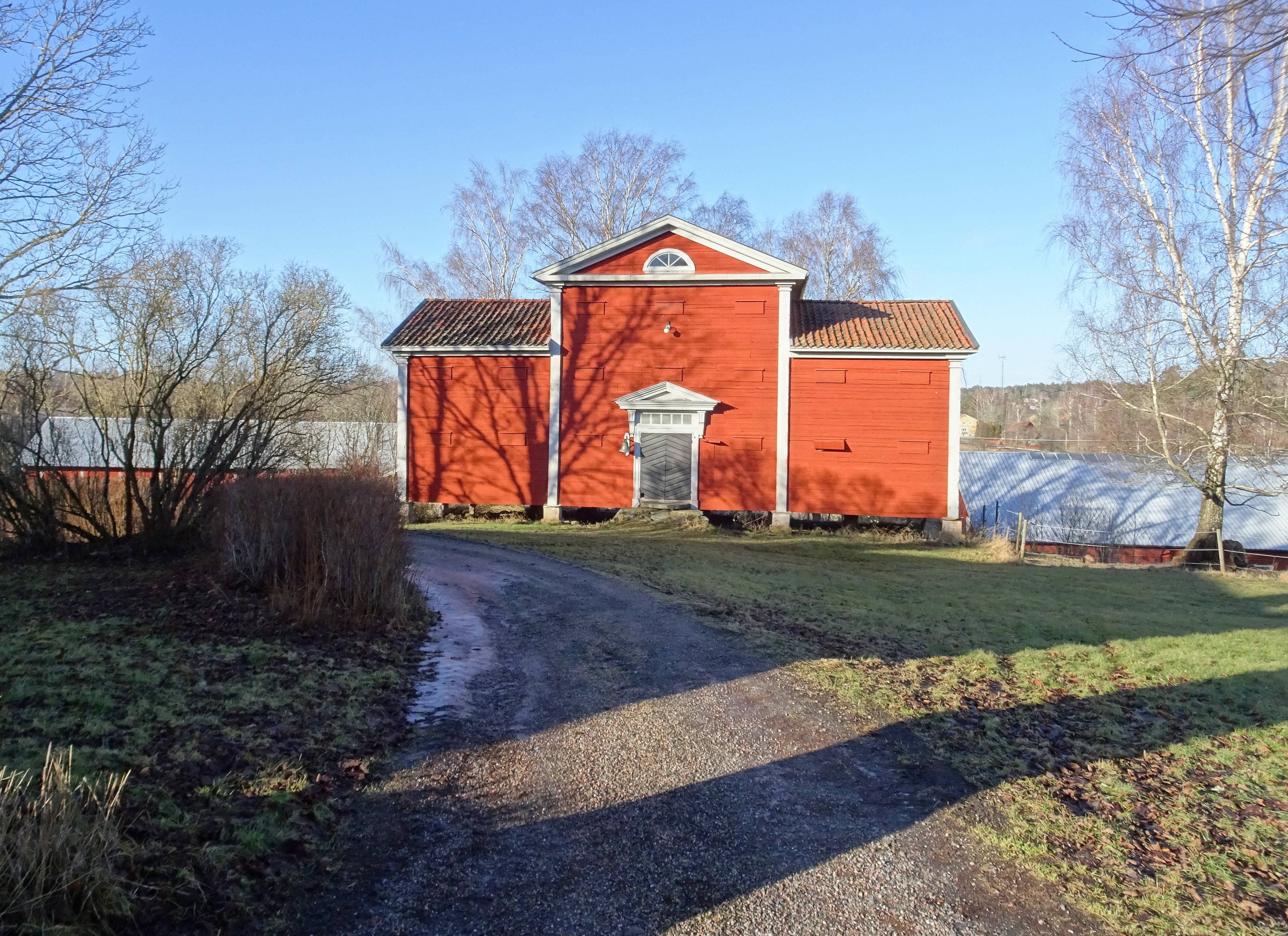
Karl Johans-magasinet.
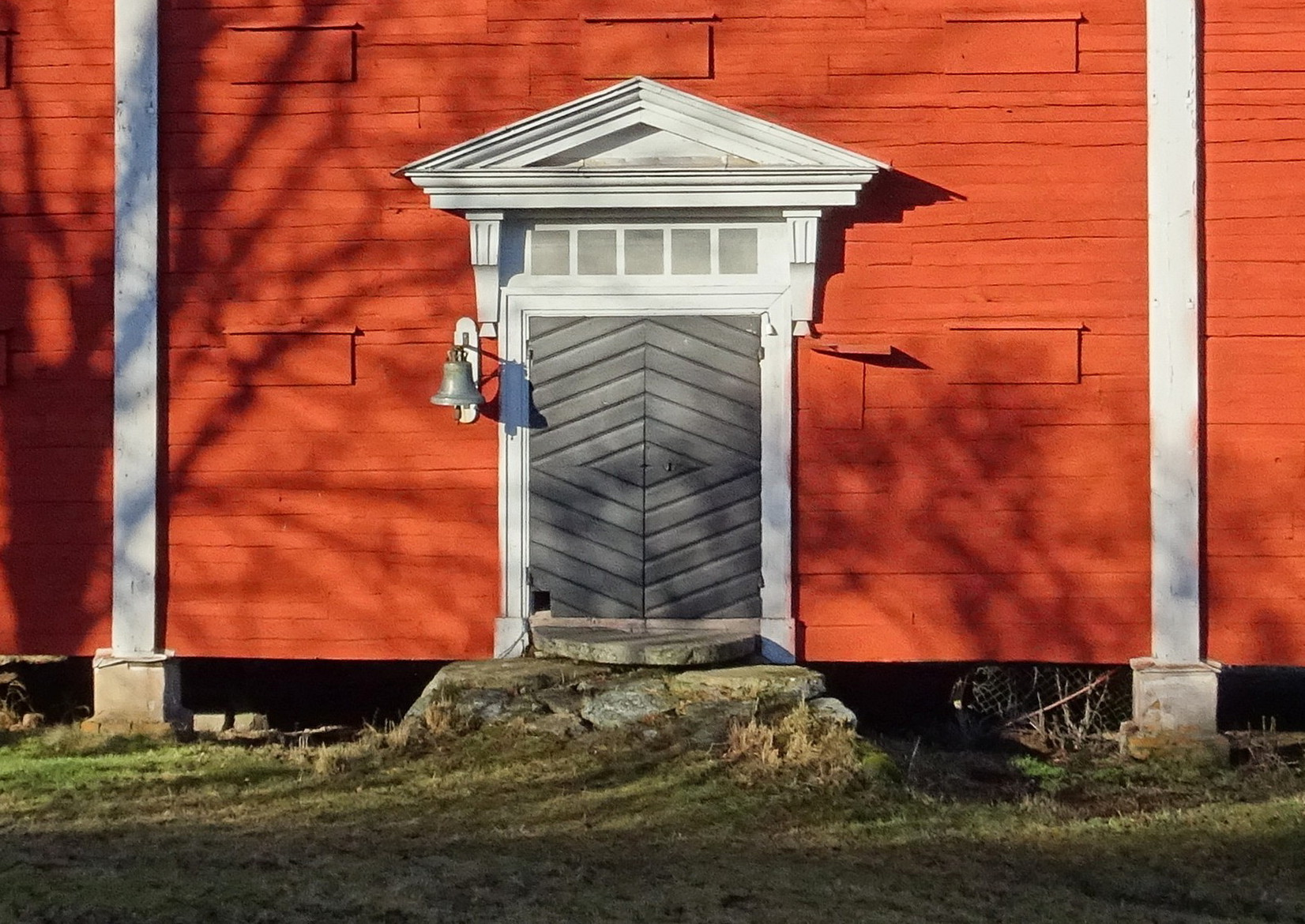
Karl Johans-magasinet, port.
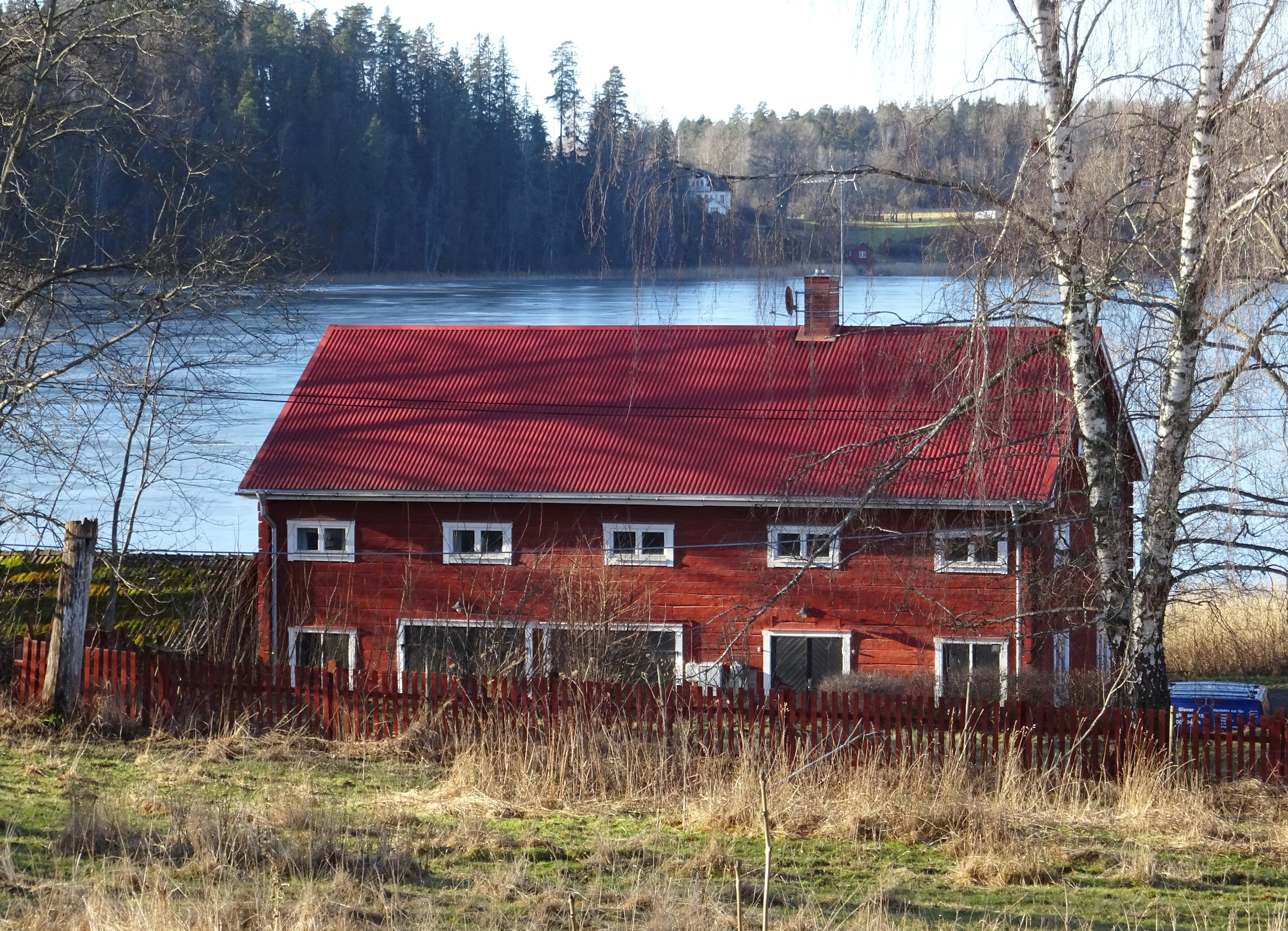
Sjömagasinet.

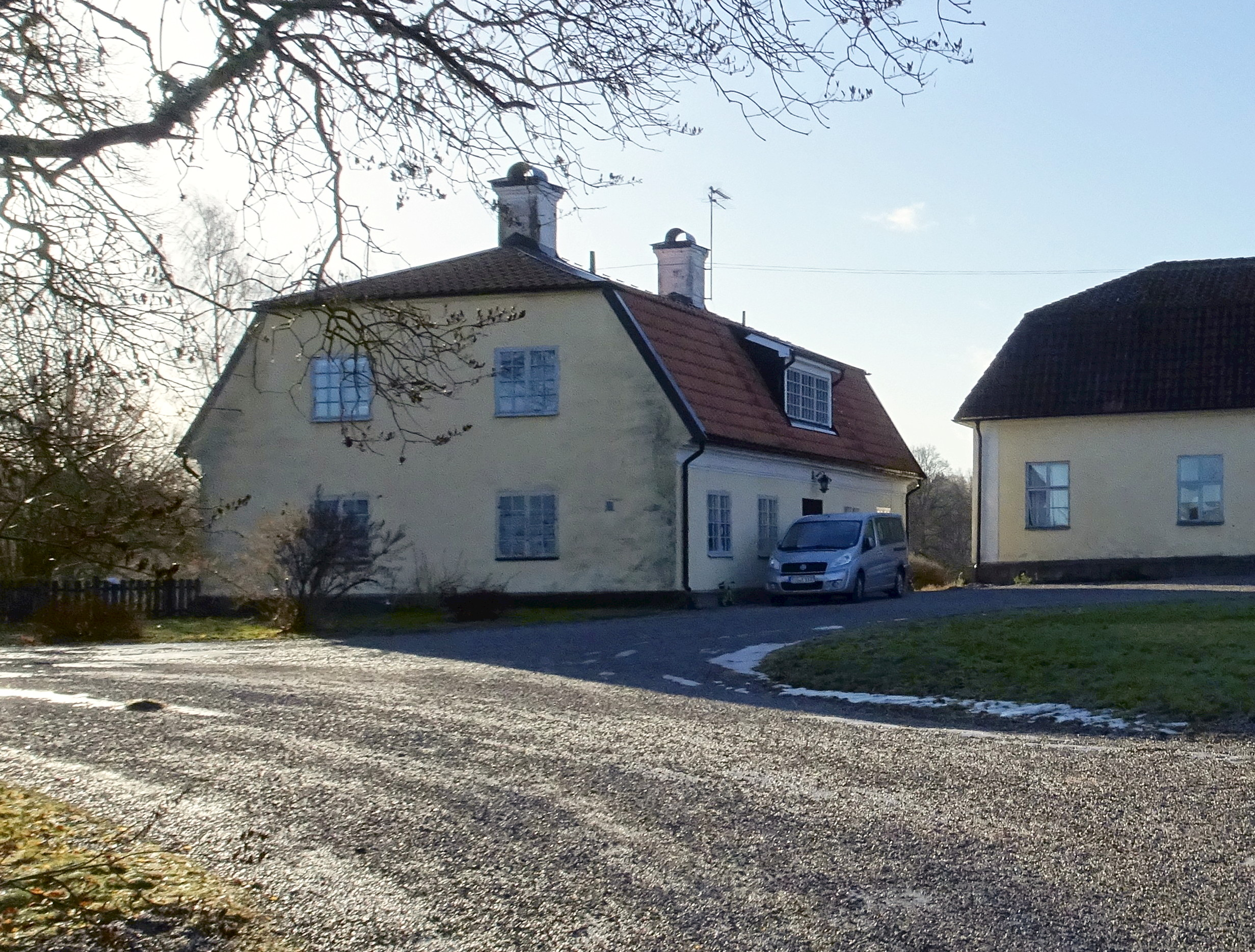
Östra flygeln.
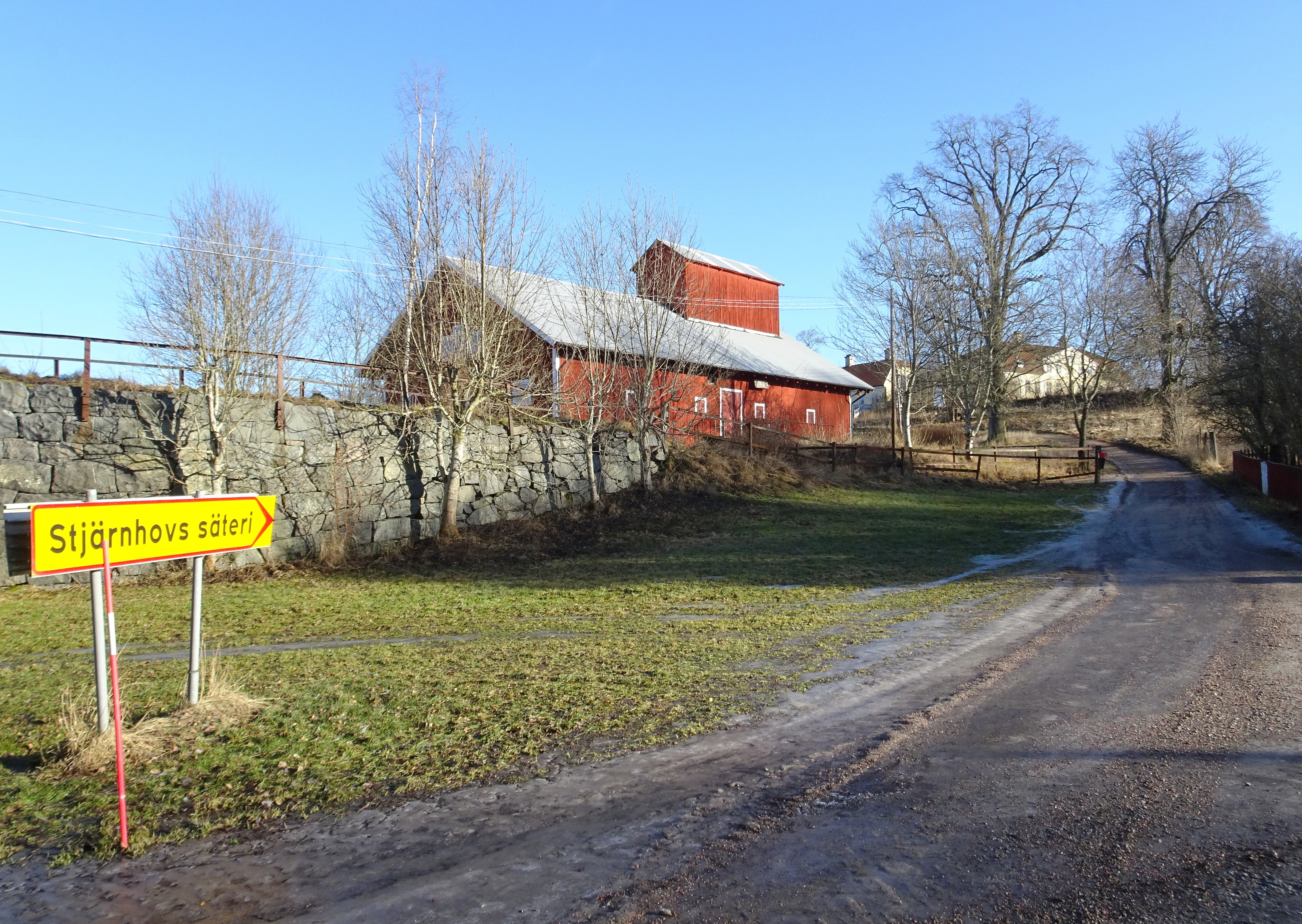
Uppfart med gården längst bort.
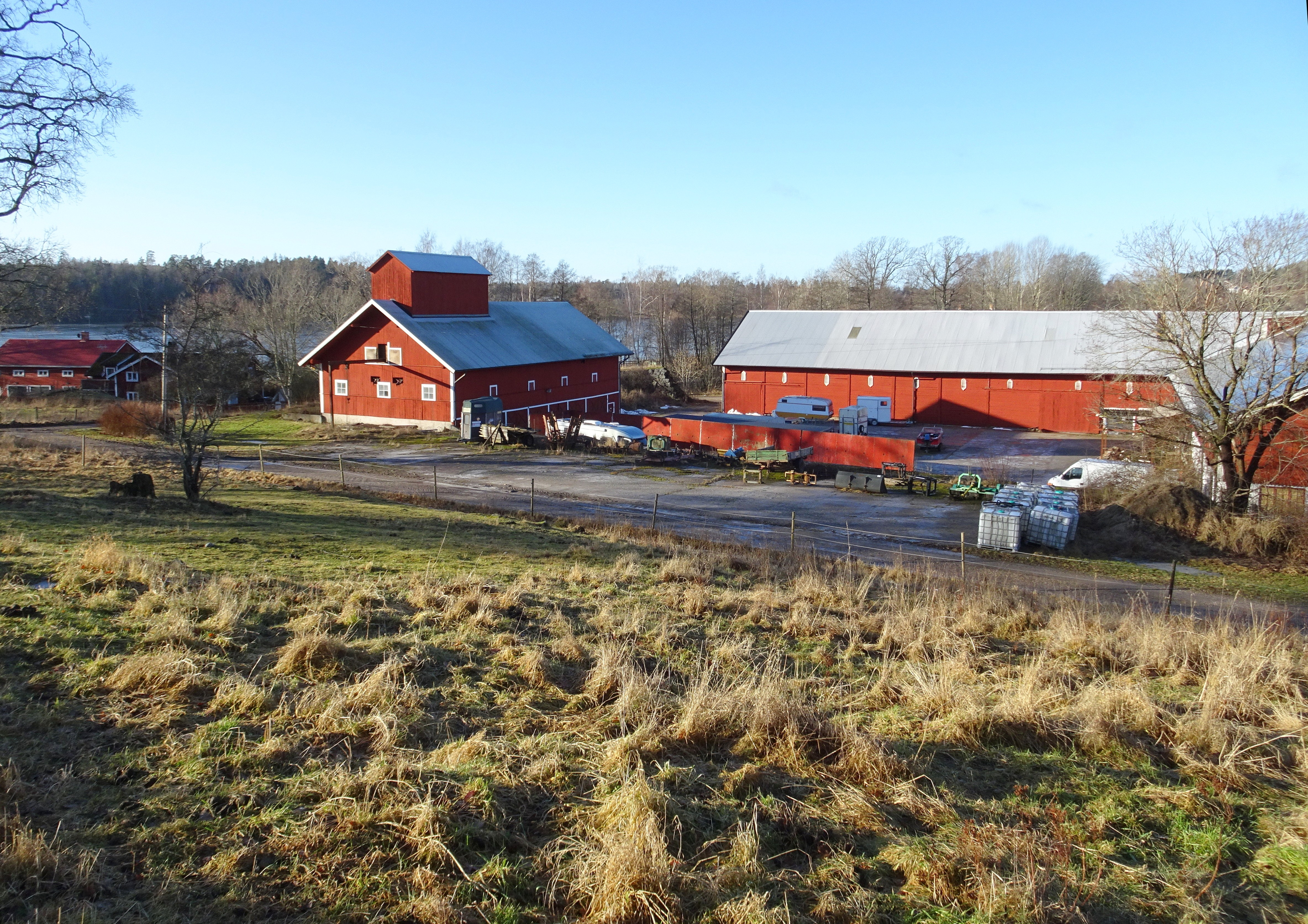
Ekonomigården.
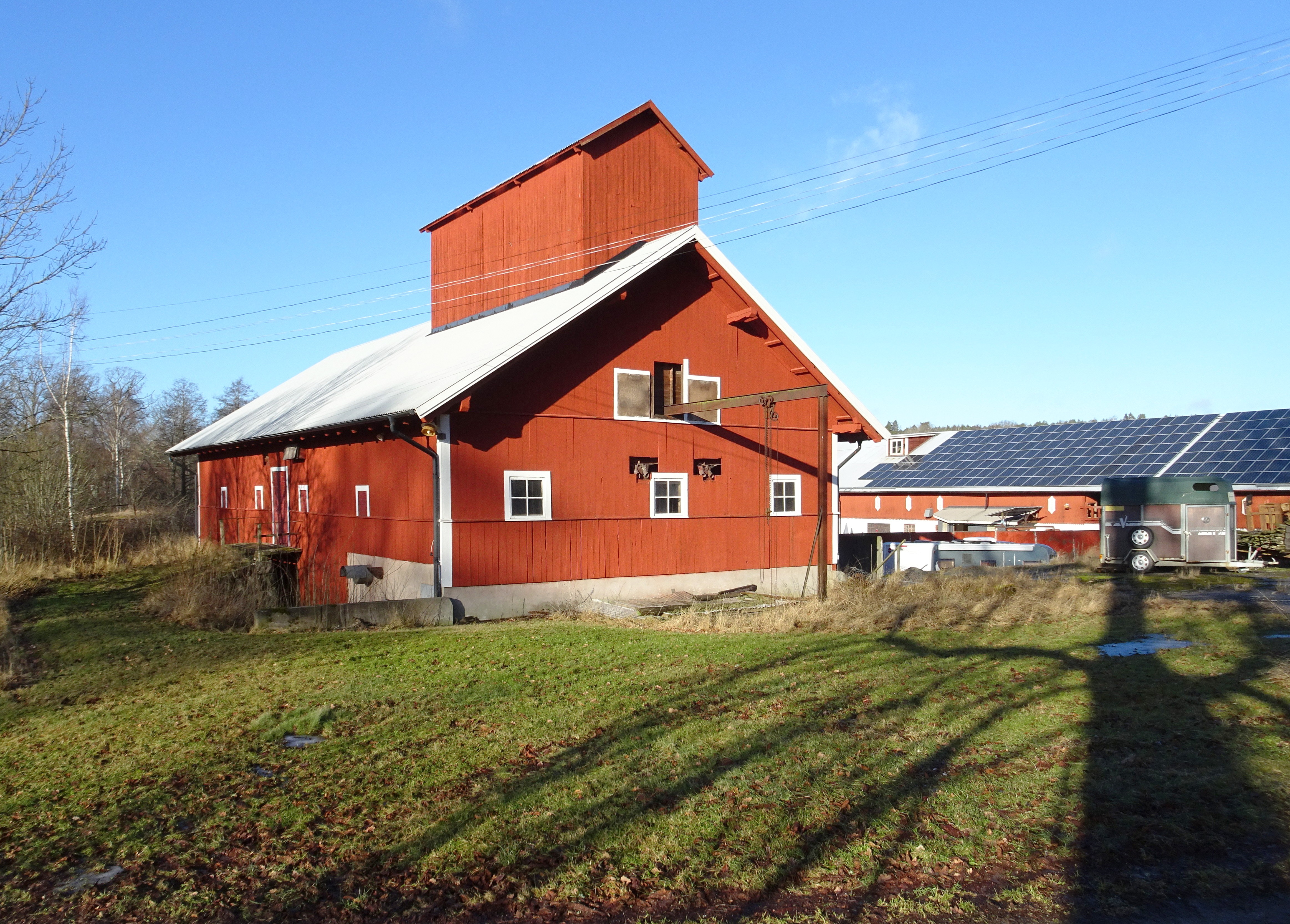
Ekonomibyggnad.